# Micrempis brasiliensis
Micrempis brasiliensis är en tvåvingeart som beskrevs av Chillcott 1983. Micrempis brasiliensis ingår i släktet Micrempis och familjen puckeldansflugor. Inga underarter finns listade i Catalogue of Life.